# Championnat d'Europe de course scratch féminin (moins de 23 ans)
Pour les articles homonymes, voir Championnat d'Europe de course scratch.
Le Championnat d'Europe de course scratch féminin moins de 23 ans est le championnat d'Europe de course scratch organisé annuellement par l'Union européenne de cyclisme pour les cyclistes âgées de moins de 23 ans. Le championnat organisé depuis 2002, a lieu dans le cadre des championnats d'Europe de cyclisme sur piste juniors et espoirs.

## Palmarès
| Année | Or                                  | Argent               | Bronze                 |
| ----- | ----------------------------------- | -------------------- | ---------------------- |
| 2002  | Mathilde Doutreluingne              | Lisa Gatto           | Vera Koedooder         |
| 2003  | Yulia Aroustamova                   | Sofiya Pryshchepa    | Giorgia Bronzini       |
| 2004  | Eleonora Soldo                      | Yulia Aroustamova    | Kyriaki Konstantinidou |
| 2005  | Pascale Schnider                    | Svitlana Semchuk     | Eleonora Soldo         |
| 2006  | Monia Baccaille                     | Alena Prudnikova     | Tatsiana Sharakova     |
| 2007  | Elizabeth Armitstead                | Annalisa Cucinotta   | Jarmila Machačová      |
| 2008  | Elizabeth Armitstead Ellen van Dijk |                      | Evgenia Romanyuta      |
| 2009  | Anna Blyth                          | Malgorzata Wojtyra   | Evgenia Romanyuta      |
| 2010  | Renata Dabrowska                    | Kelly Druyts         | Evgenia Romanyuta      |
| 2011  | Laura Trott                         | Malgorzata Wojtyra   | Shannon McCurley       |
| 2012  | Natalia Rutkowska                   | Laurie Berthon       | Katsiaryna Barazna     |
| 2013  | Maria Giulia Confalonieri           | Laurie Berthon       | Lucie Zaleska          |
| 2014  | Tamara Balabolina                   | Alexandra Goncharova | Elena Cecchini         |
| 2015  | Soline Lamboley                     | Natalia Mozharova    | Marina Shmayankova     |
| 2016  | Rachele Barbieri                    | Soline Lamboley      | Dannielle Khan         |
| 2017  | Rachele Barbieri                    | Ellie Dickinson      | Amalie Dideriksen      |
| 2018  | Kirstie van Haaften                 | Rebecca Raybould     | Maria Martins          |
| 2019  | Daria Malkova                       | Oksana Kliachina     | Daria Pikulik          |
| 2020  | Martina Fidanza                     | Maike van der Duin   | Maria Martins          |
| 2021  | Maike van der Duin                  | Maria Martins        | Martina Fidanza        |
| 2022  | Petra Ševčíková                     | Ella Barnwell        | Daniela Campos         |
| 2023  | Maja Tracka                         | Flora Perkins        | Constance Marchand     |
| 2024  | Marina Garau                        | Nienke Veenhoven     | Nora Tveit             |
| 2025  | Messane Bräutigam                   | Sara Fiorin          | Laura Auerbach-Lind    |